# Amitzur Shapira
Amitzur Shapira (Tel Aviv, 9 de julio de 1932 - Fürstenfeldbruck, 6 de septiembre de 1972) fue un atleta y posterior entrenador de atletismo israelí, víctima del atentado terrorista cometido por la organización palestina Septiembre Negro durante los Juegos Olímpicos de Múnich.
En su infancia y juventud residió en Herzliya. En la década de 1950, Shapira fue uno de los mejores corredores de distancia corta de su país. Tras retirarse, trabajó en el Instituto Wingate, la universidad deportiva israelí cerca de Netanya, como entrenador y conferencista. Antes de marchar a Múnich con el resto de la comitiva israelí, había preparado para dichas competiciones a la velocista Esther Shachamorov (más tarde Roth-Shachamorov), a quien descubrió como un gran talento a la edad de 14 años.
En el período previo a la competencia de los 100 metros, Shachamorov estableció un nuevo récord israelí en 11,45 segundos y recibió las felicitaciones de su entrenador mientras aún estaba en la carrera. Poco después de haber alcanzado las semifinales, el 4 de septiembre de 1972, marcando un nuevo récord personal en la carrera de 100 metros vallas, Shapira escribió un artículo para el periódico Maariw en el que predijo un futuro brillante para la corredora.
En las primeras horas de la mañana del 5 de septiembre de 1972, terroristas palestinos de la organización Septiembre Negro irrumpieron en los cuarteles del equipo israelí y mataron al entrenador Moshe Weinberg y al levantador de pesas Yossef Romano. Tomaron como rehenes a Shapira y a otros ocho miembros de la delegación israelí. Aproximadamente 21 horas después, Shapira murió en un caótico intento de rescate en el aeródromo de Fürstenfeldbruck. Uno de los terroristas arrojó una granada de mano al helicóptero en el que se retenía a Shapira y otros cuatro rehenes.
Después de enterarse de que su entrenador había sido asesinado, Esther Shachamorov partió inmediatamente hacia Israel. Shapira dejaba su esposa y cuatro hijos. Fue enterrado con otros cuatro atletas en el cementerio Kiryat Shaul de Tel Aviv.
Su nieto es el autor satírico Shahak Shapira, quien emigró a Alemania con su familia desde Israel.